# Bleicherstraße (Güstrow)

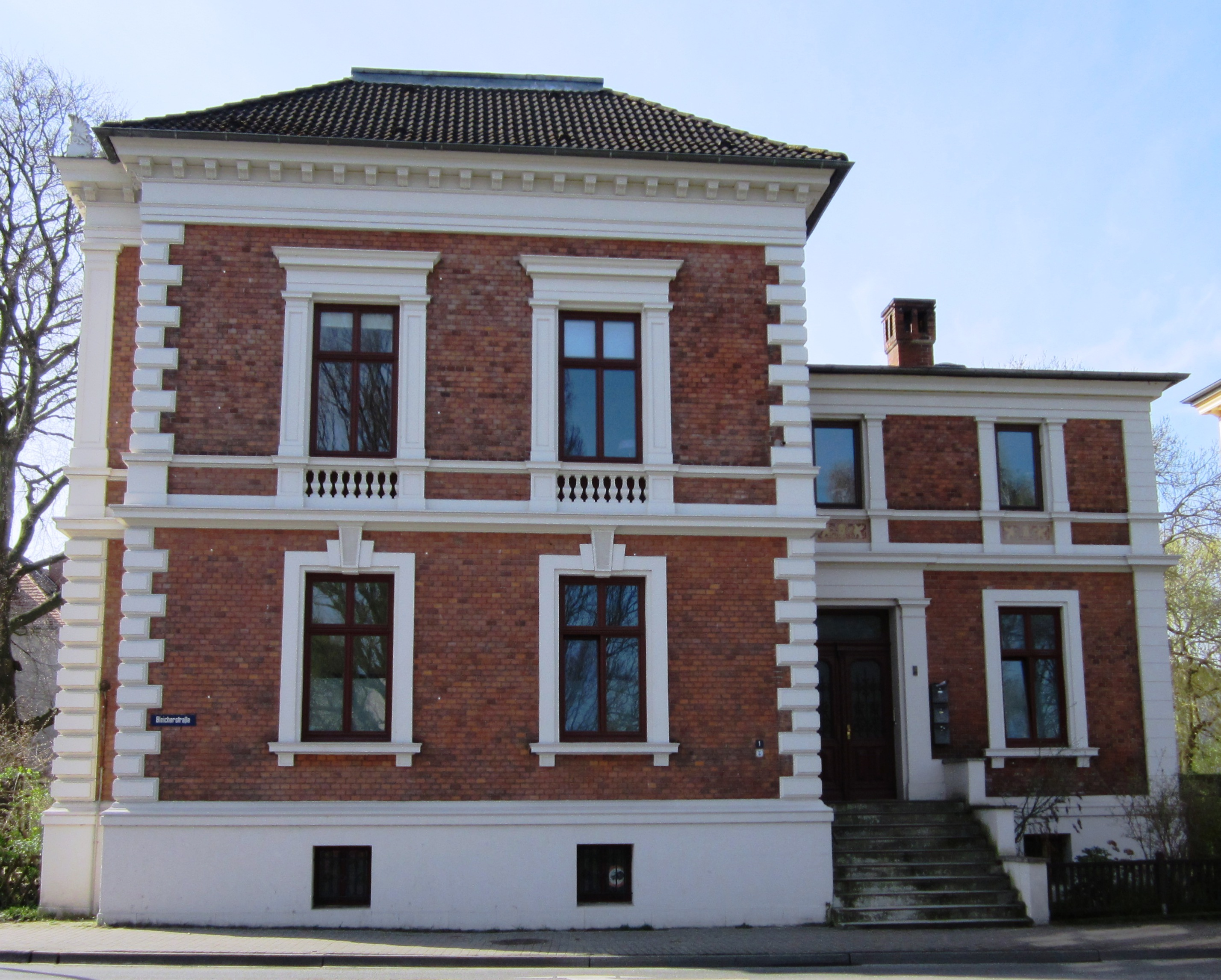
Nr. 1

Die historische Bleicherstraße in Güstrow am Rande der Altstadt liegt nördlich vom Stadtzentrum. Sie führt als Bundesstraße 104 in Ost-West-Richtung von den Straßen Am Mühlentor und Am Berge bis zur Lindenstraße, Eisenbahnstraße und Steinstraße.

## Nebenstraßen

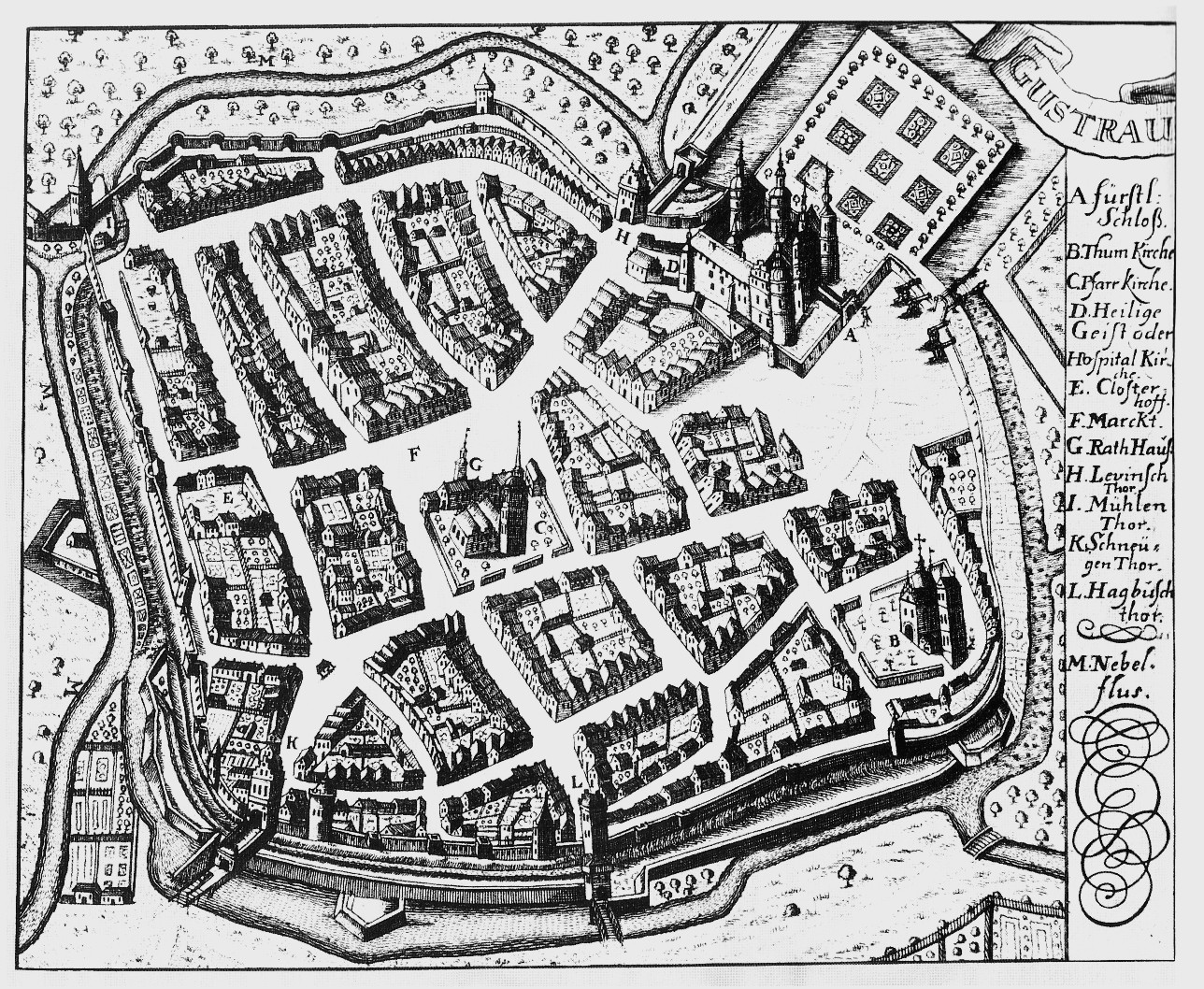
Güstrow 1706

Die Nebenstraßen und Anschlussstraßen wurden benannt als Am Mühlentor nach dem mittelalterlichen Stadttor, Am Berge (früher Ziegenmarkt), Turmstraße nach dem Armesünderturm, Kronshagener Weg nach der Partnerstadt Kronshagen, Tiefetal auf Grund des Gefälles zur Bleicherstraße, Wachsbleichenstraße nach einer Wachsbleiche zur Kerzenherstellung, Neue Wallstraße von 1875 nach dem Wall der Befestigungsanlage (zeitweise Hindenburgwall bzw. 1945–1991 Karl-Marx-Straße), Lindenstraße nach dem Baum (Bundesstraße 104), Eisenbahnstraße nach dem Eisenbahnanschluss und Steinstraße als früh gepflasterte Straße außerhalb der Altstadt.

## Geschichte

### Name
Die Straße wurde benannt nach der Bleiche (Rasenbleiche), ein altes Verfahren zur Aufhellung von Textilien. Sie hieß zeitweise auch Mühlenbleiche und im westlichen Bereich ab der Straße Tiefetal Wasserstraße. Sie ist Teil der Bundesstraße 104, die 1830 als Reichsstraße 104 zwischen Güstrow und Teterow fertiggestellt wurde und als R 104, F 104 und B 104 von Lübeck nach Schneidemühl (Piła) führte und heute in Ramin (Vorpommern) endet.

### Entwicklung

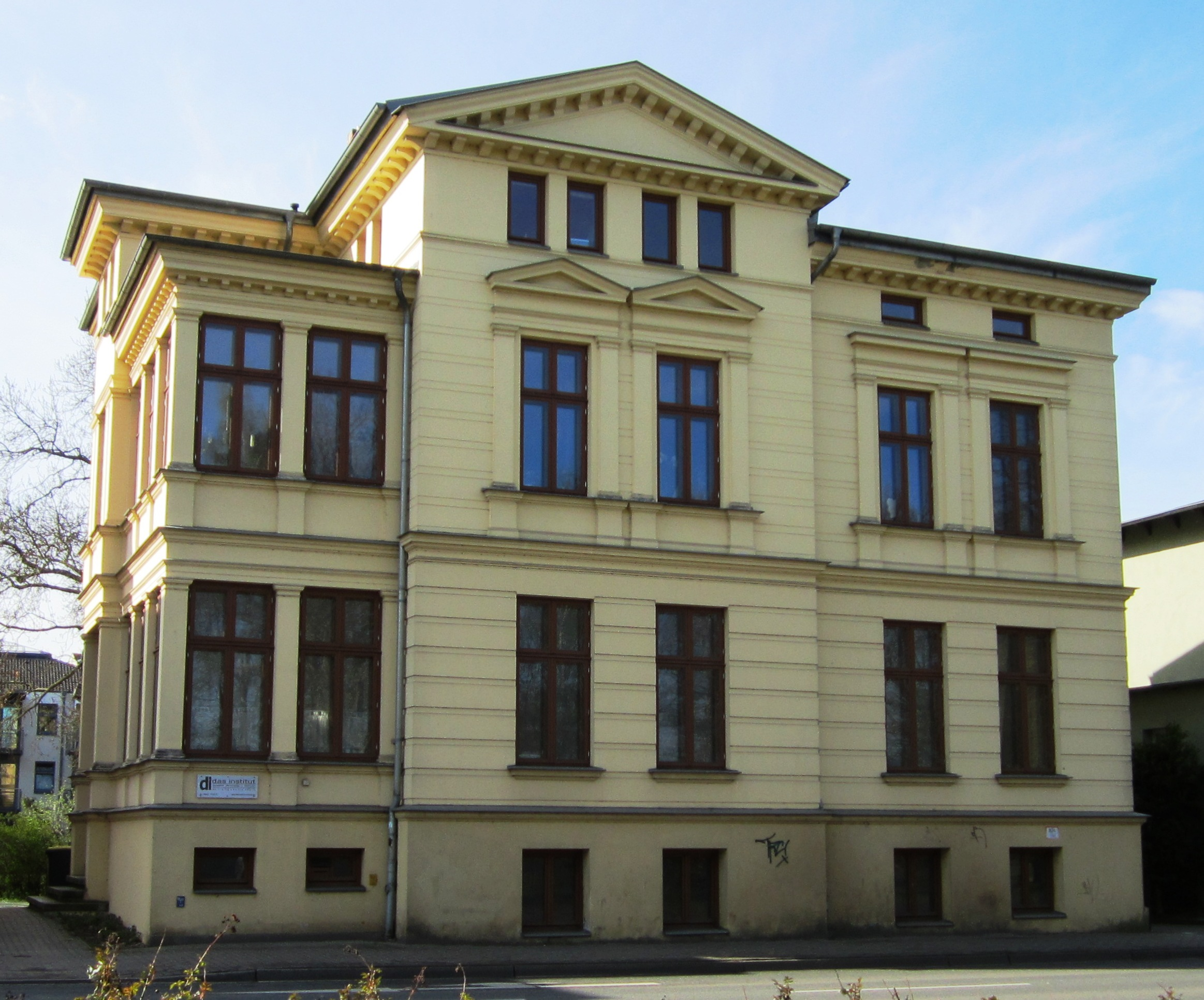
Nr. 2

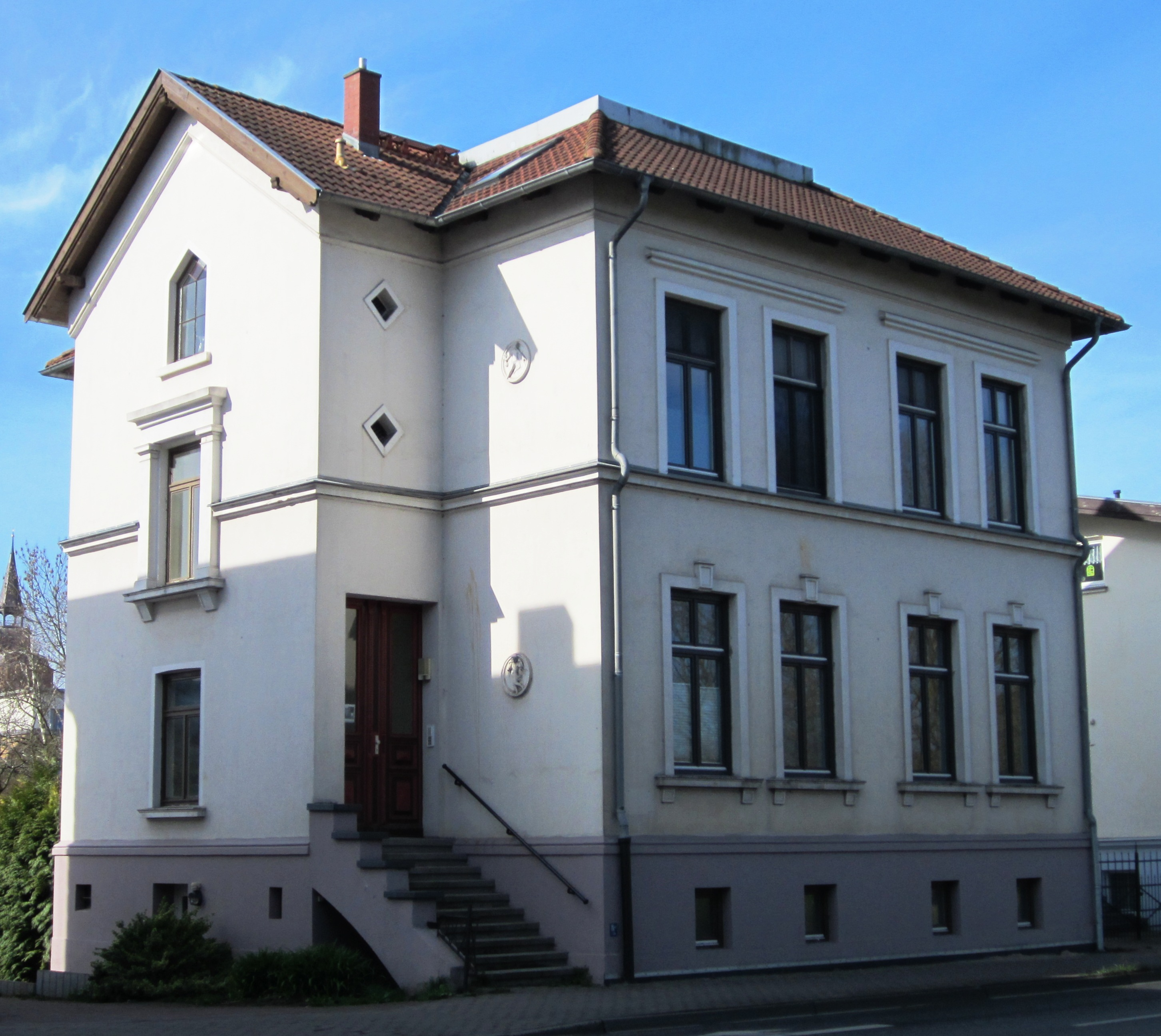
Nr. 5

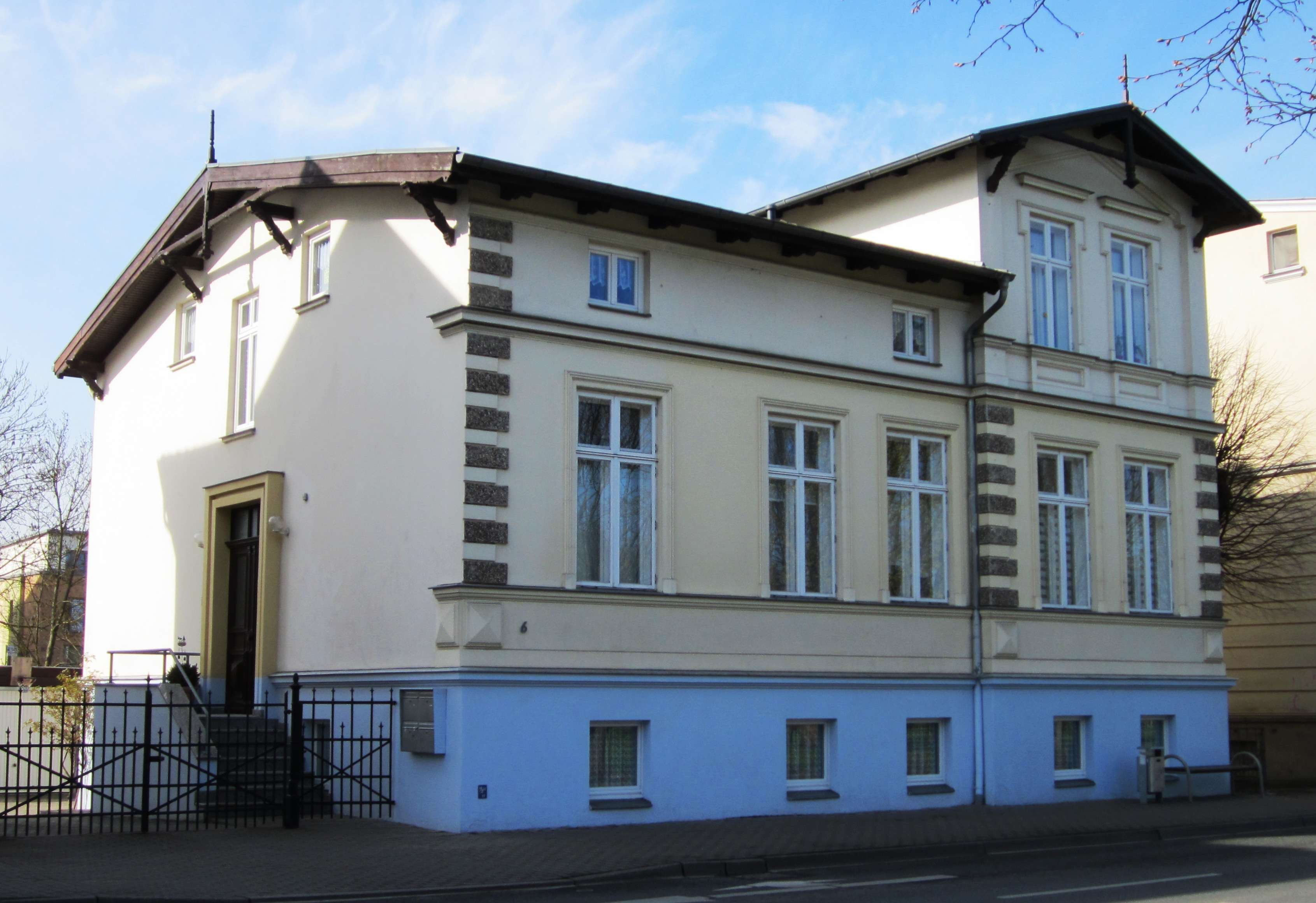
Nr. 6

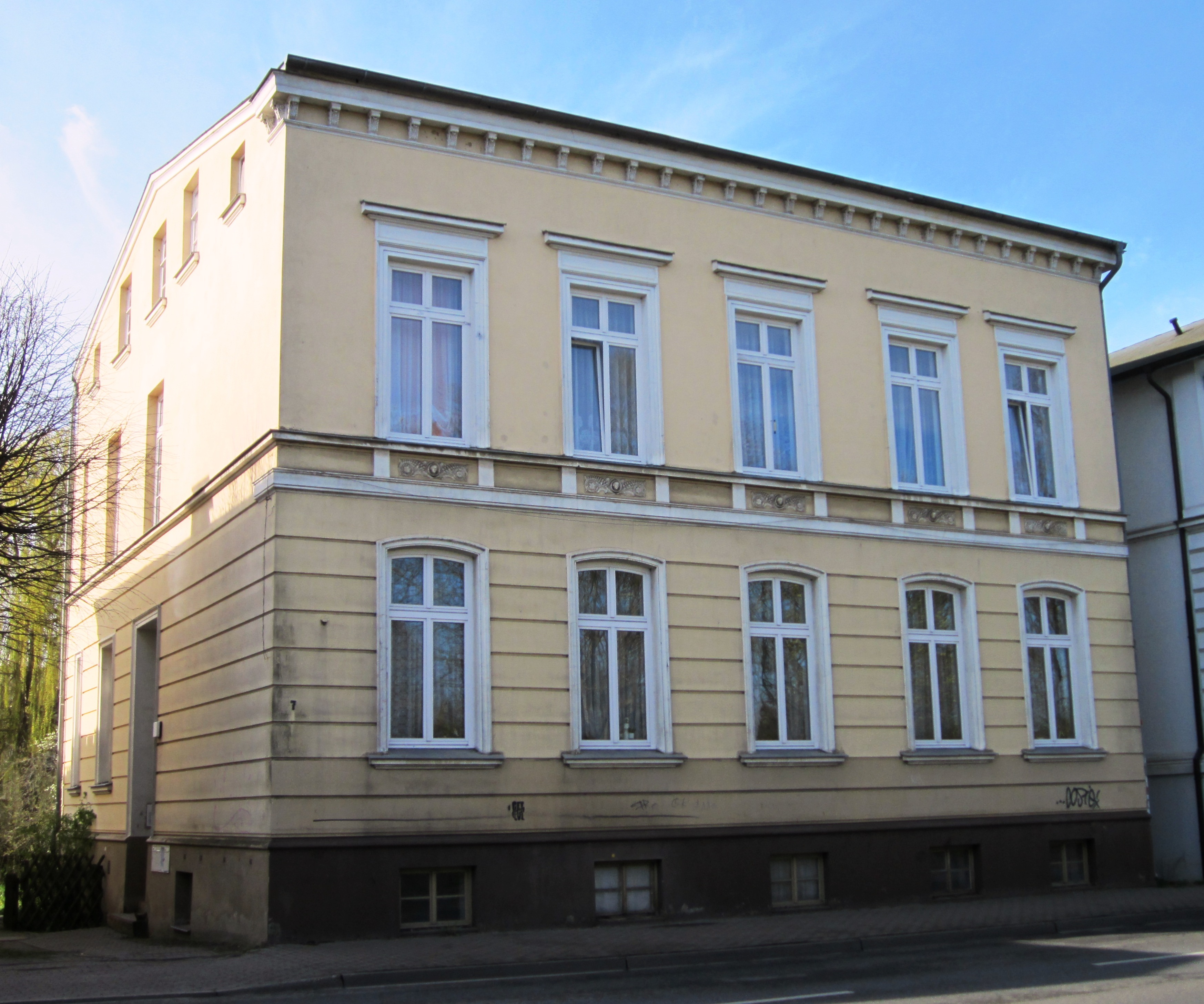
Nr. 7

Güstrow besteht seit um 1100 und war von 1229 bis 1436 sowie von 1556 bis 1695 Residenzstadt. Die slawische Burg und Schloss Güstrow prägten den Ort. Nach dem großen Stadtbrand von 1503 wurden viele Häuser neu erbaut. Die Bleicherstraße entstand nach der Ausdehnung der Altstadt und der Beseitigung der Befestigungsanlagen. Die Straße wurde gegen Ende des 19. Jahrhunderts an der Südseite nur einseitig bebaut, lediglich im Westen stehen auch wenige Häuser an beiden Straßenseiten.
Ab 1991 wurde die historische Altstadt als früheres Nationales Flächendenkmal und nun Modellstadt der Städtebauförderung saniert. Die Bundesstraße erhielt in den 1990er Jahren eine neue Fahrbahn. Nach Osten führt die B 104 zum Autobahnanschluss Güstrow (Nr. 13) der Bundesautobahn 19 und nach Westen nach Schwerin.

## Gebäude, Anlagen (Auswahl)
An der Straße stehen zur Südseite zweigeschossige sanierte Häuser und Villen mit tiefen rückseitigen Gärten. Die mit (D) gekennzeichneten Häuser stehen unter Denkmalschutz.
- Brücke von vor 1900 an der Kreuzung Am Berge/Bleicherstraße (D)

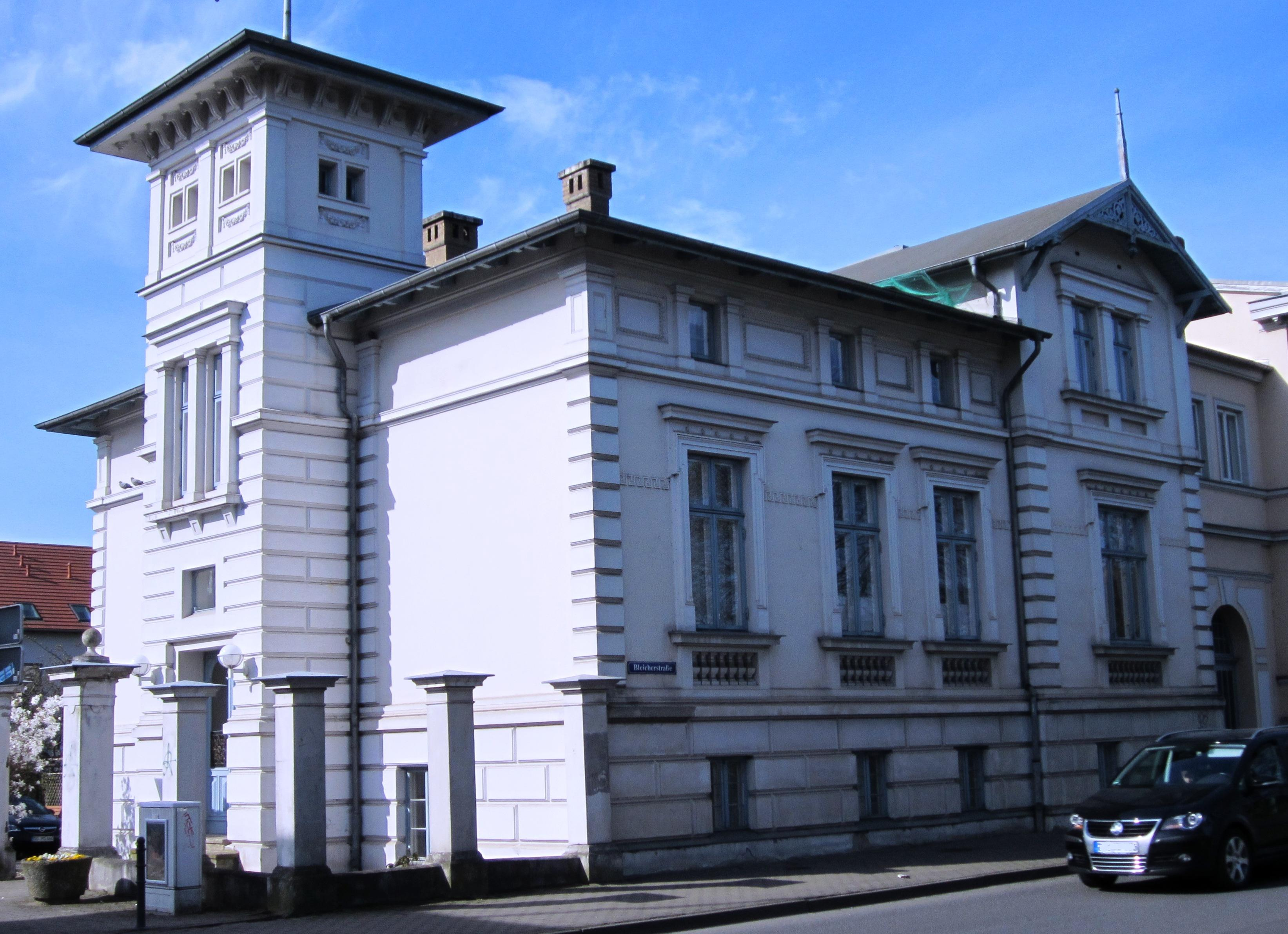
Nr. 1: 2- bis 3-gesch. neoklassizistisches verklinkertes Wohnhaus (D) mit Walmdach und kräftigem Kraggesims sowie seitlichem Risalit
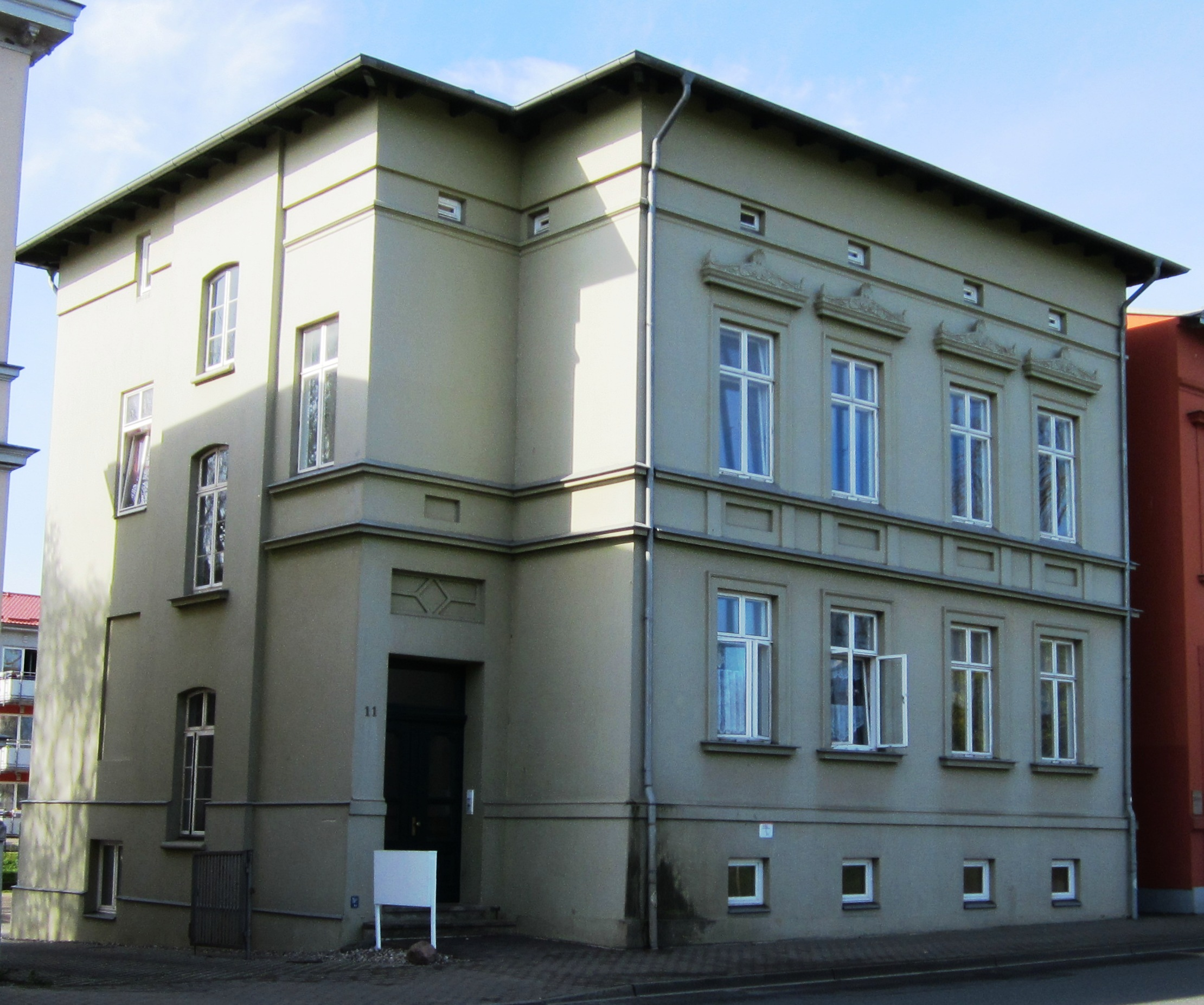
Nr. 2: 2- und 3-gesch. neoklassizistisches Wohnhaus (D) mit Giebelrisalit, prägendem Kraggesims, hohen Sockelgeschoss, Garten und Gartenhaus
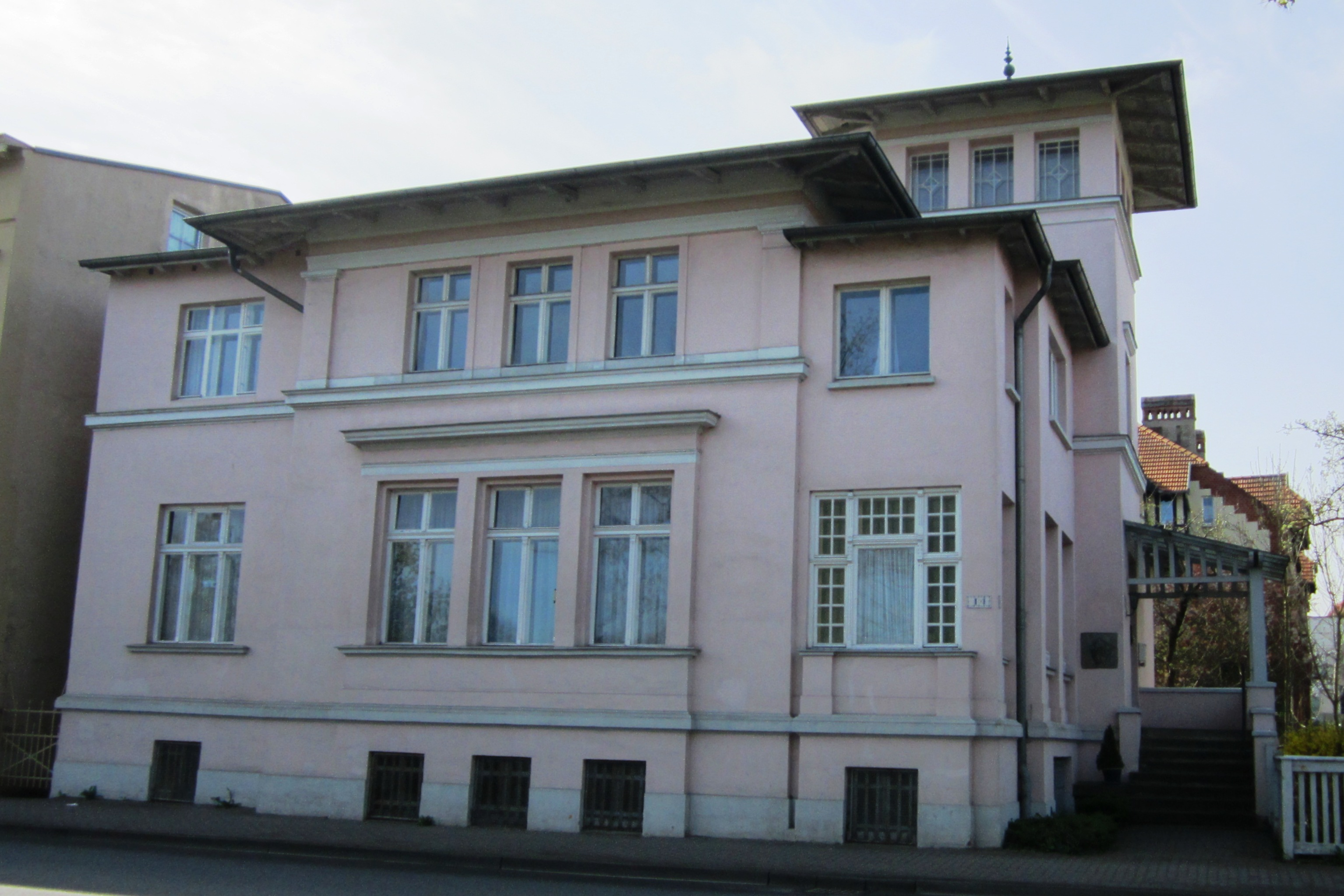
Nr. 5: 2-gesch. neoklassizistisches Wohnhaus (D)
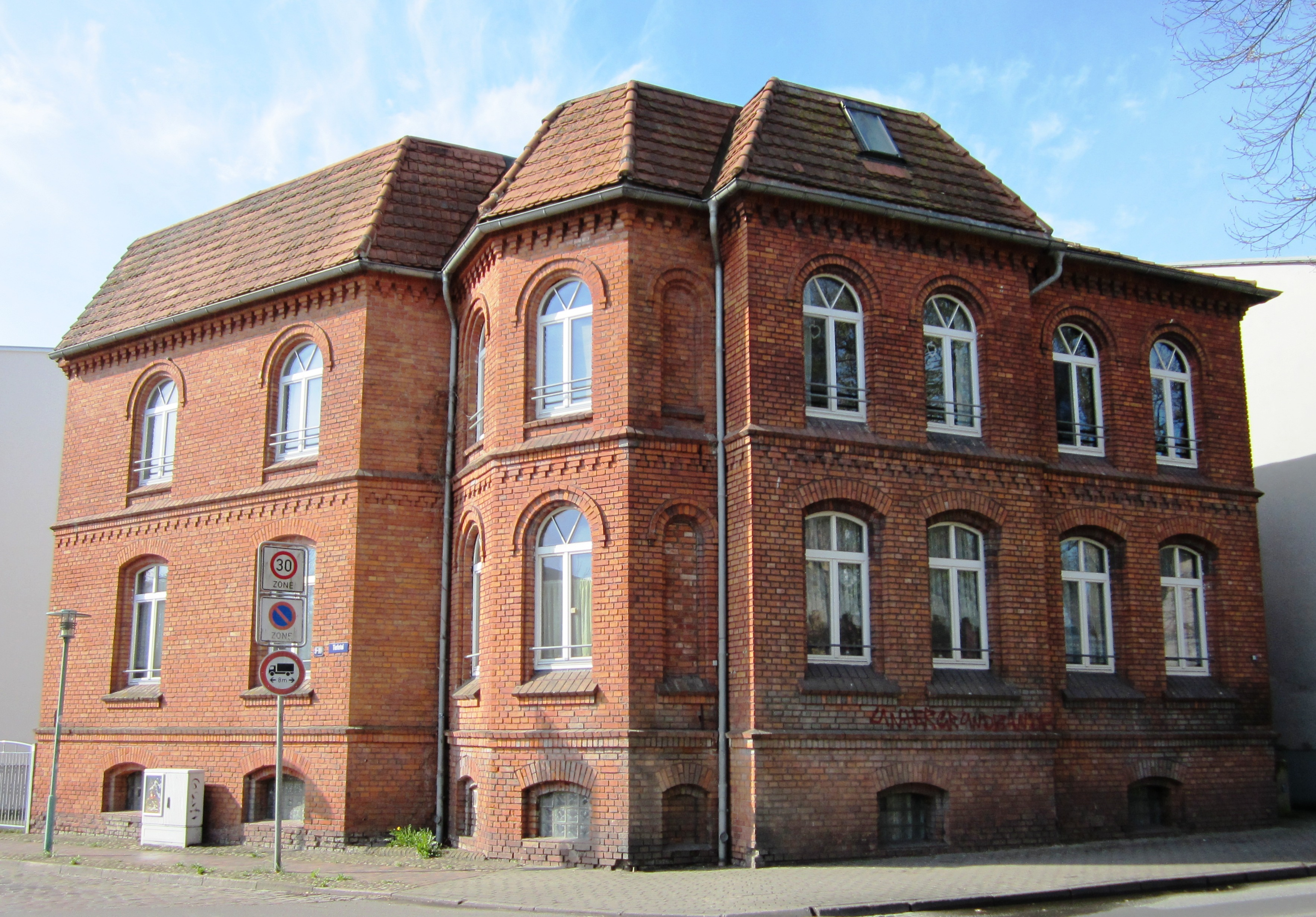
Nr. 6: 2-gesch. Wohnhaus (D) mit Seitenrisalit
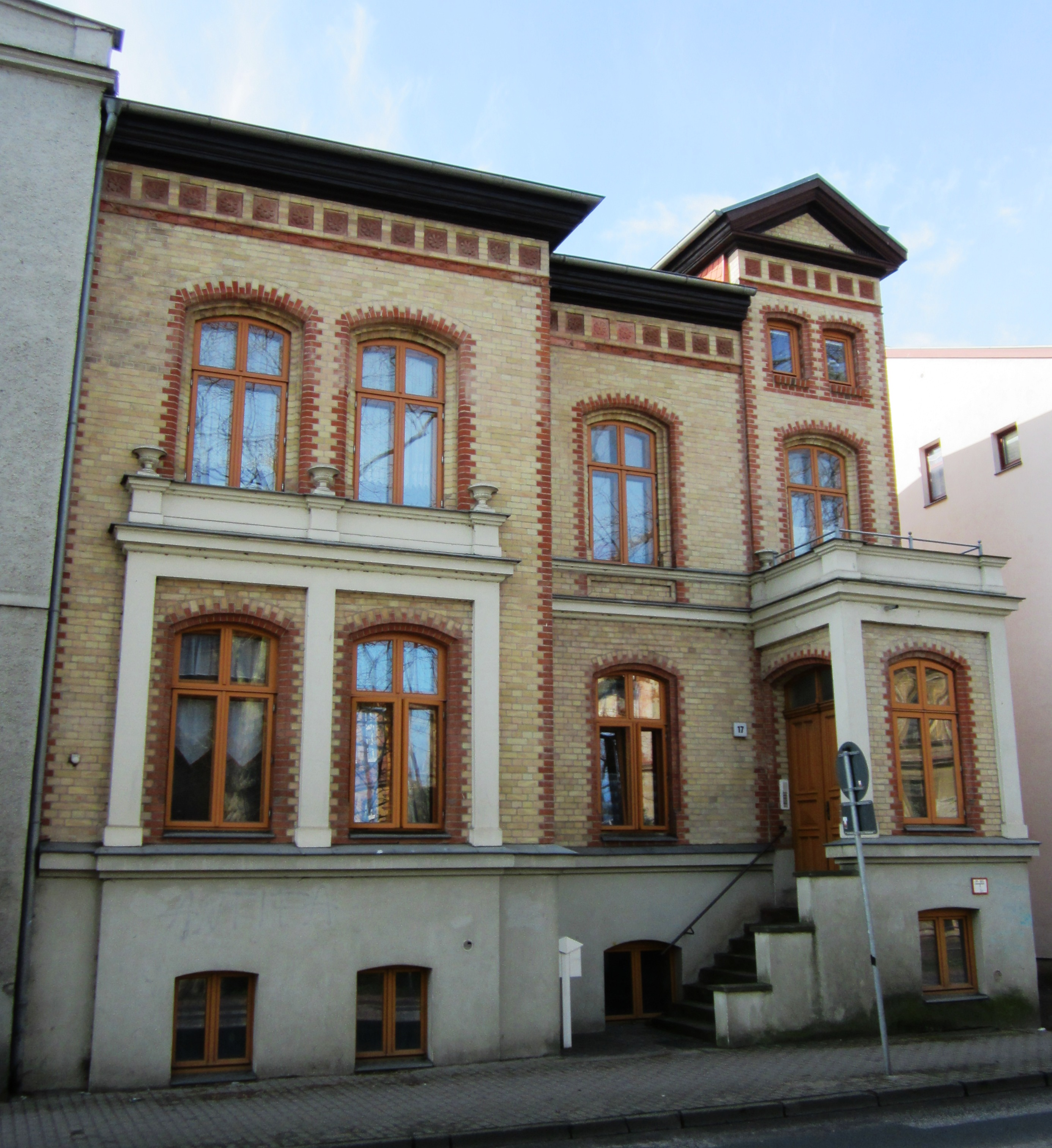
Nr. 7: 2-gesch. Wohnhaus (D) mit Satteldach
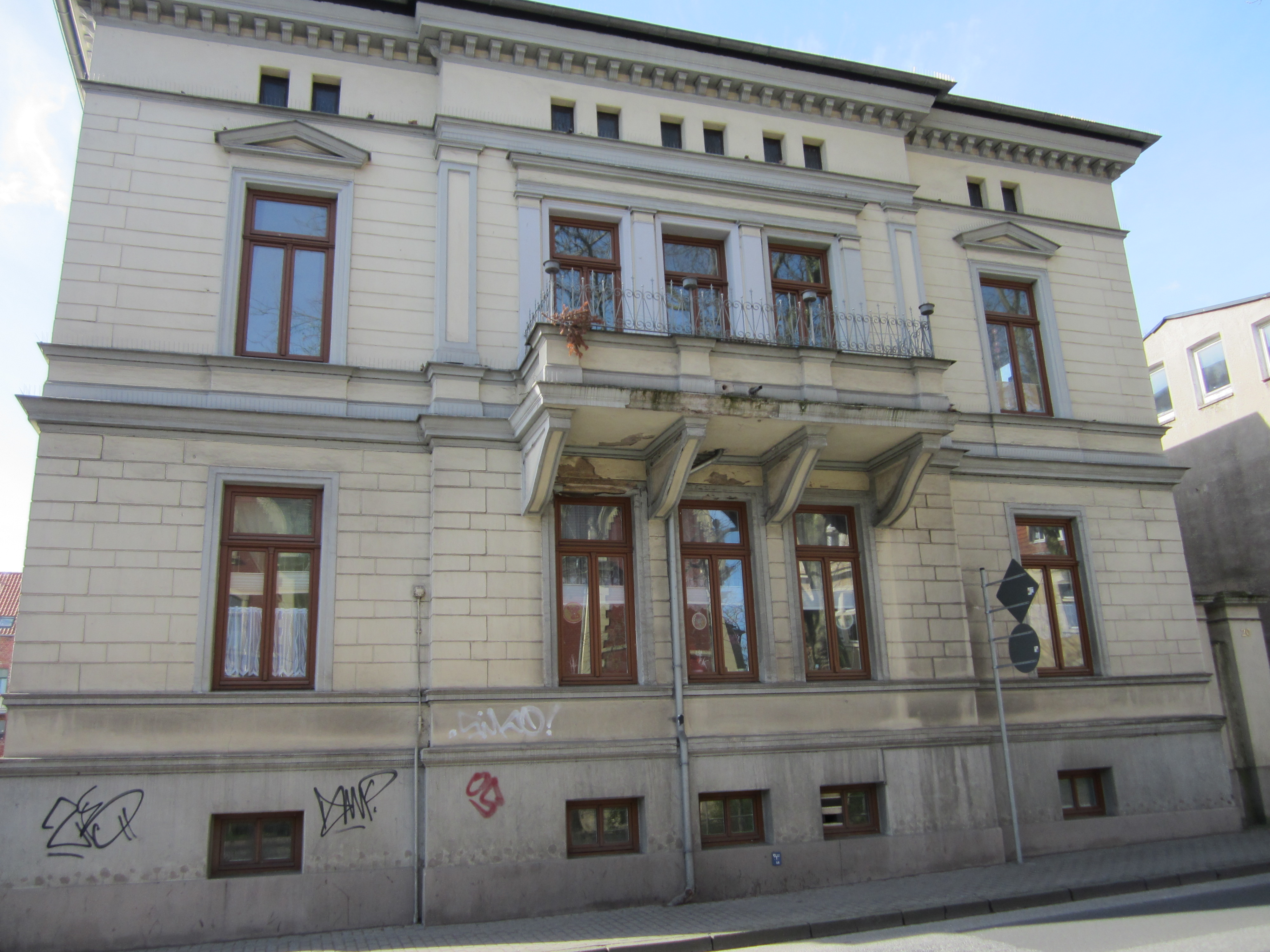
Nr. 8: 2-gesch. historisierende Villa (D) mit seitlichem 3-gesch. Türmchen
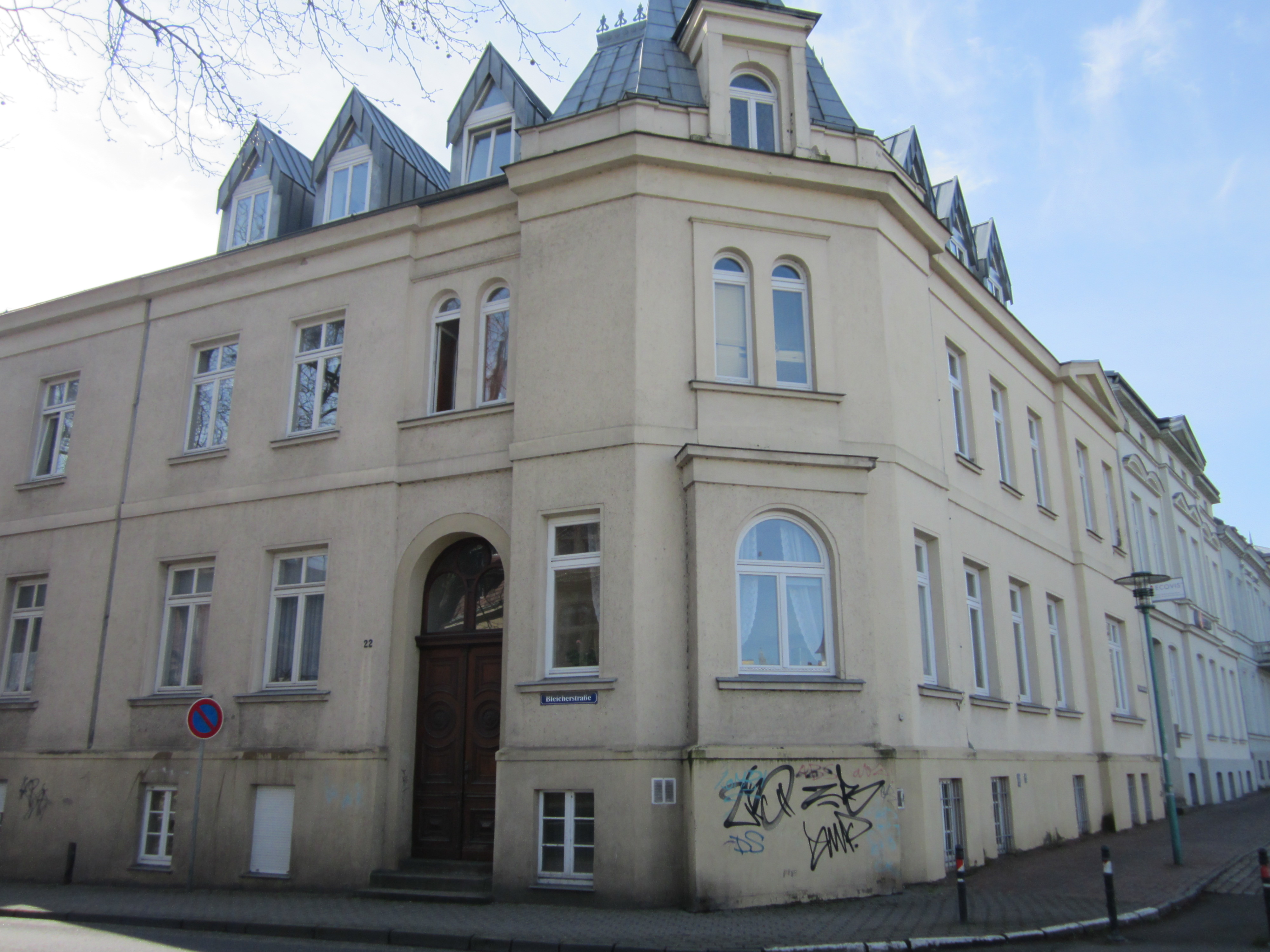
Nr. 9: 2-gesch. historisierende Villa (D) mit seitlichem 3-gesch. Türmchen und hohem Sockelgeschoss
- Nr. 11: 2-gesch. Wohnhaus (D) mit Mezzaningeschoss und hohem Sockelgeschoss
- Nr. 14: 2-gesch. Wohnhaus (D) mit seitlichem 3-gesch. Türmchen
- Nr. 15: 2-gesch. verklinkertes Wohnhaus (D) mit Walmdach
- Nr. 17: 2-gesch. gelb verklinkertes Wohnhaus (D) mit seitlichem 3-gesch. Giebelrisalit und hohem Sockelgeschoss
- Nr. 20: 2-gesch. neoklassizistisches Wohnhaus (D) mit Mezzaningeschoss, kräftigem Kraggesims und Mittelrisalit mit Balkon
- Nr. 22, Ecke Neue Wallstraße: 2-gesch. Wohnhaus (D) mit 3-gesch. Eckausbildung, heute Gästehaus Hagen
- Bleicherstraße/Paradiesweg/Beim Mühlentor: Rosengarten mit achteckigem Pavillon (1950er Jahre) (D) von Nr. 1 bis 15; zuvor hieß die Anlage Paradies-Wiesen, mit dem Flüsschen Nebel, eine Kleingartenanlage konnte wegen der ständigen Überschwemmungen nicht angelegt werden. Ab 1936 hieß die Grünfläche Rosengarten und erhielt einen Mittelweg sowie einen kleinen Tiergarten, 2002 überplant und teilweise erneuert